# Equipes internacionais nos Jogos Olímpicos de Verão da Juventude de 2010

As equipes internacionais competem sob a bandeira olímpica

Equipes constituídas por atletas de diferentes Comitês Olímpicos Nacionais, denominadas equipes internacionais, participaram dos Jogos Olímpicos de Verão da Juventude de 2010 em Cingapura.
Estas equipes competiram tanto em eventos disputados apenas entre equipes internacionais, como em eventos com equipes de países isolados. Quando uma equipe internacional conquista uma medalha, hasteia-se a bandeira olímpica no lugar de uma bandeira nacional; quando conquista uma medalha de ouro, é tocado o hino olímpico em vez dos hinos nacionais.

## Conceito
O conceito de equipes internacionais estreou nos Jogos Olímpicos de Verão da Juventude de 2010. Nestas equipes, atletas de diferentes nações competem juntos, geralmente representando um continente. Esta é a principal distinção entre o conceito das equipes internacionais e das antigas equipes mistas (código do COI: ZZX) que tinham permissão de partipar das primeiras edições dos Jogos Olímpicos de Verão.

## Resumo das medalhas
| Ordem | País                   | Medalha de ouro | Medalha de prata | Medalha de bronze |    |
| ----- | ---------------------- | --------------- | ---------------- | ----------------- | -- |
|       | Equipes internacionais | 9               | 8                | 11                | 28 |

## Atletismo
| Evento                                | Ouro | Prata | Bronze |
| ------------------------------------- | --- | --- | --- |
| Revezamento medley masculino detalhes | Américas Caio dos Santos BRA Brasil Odane Skeen JAM Jamaica Najee Glass USA Estados Unidos Luguelín Santos DOM República Dominicana | Europa David Bolarinwa GBR Grã-Bretanha Tomasz Kluczyński POL Polônia Marco Lorenzi ITA Itália Nikita Uglov RUS Rússia                | Oceania Lepani Naivalu FIJ Fiji John Rivan PNG Papua-Nova Guiné Nicholas Hough AUS Austrália Raheen Williams AUS Austrália |
| Revezamento medley feminino detalhes  | Américas Myasia Jacobs USA Estados Unidos Tynia Gaither BAH Bahamas Rashan Brown BAH Bahamas Robin Reynolds USA Estados Unidos      | África Josephine Omaka NGR Nigéria Nkiruka Florence Nwakwe NGR Nigéria Izelle Neuhoff RSA África do Sul Bukola Abogunloko NGR Nigéria | Europa Annie Tagoe GBR Grã-Bretanha Anna Bongiorni ITA Itália Sonja Mosler GER Alemanha Bianca Razor ROU Romênia           |

## Esgrima
| Evento                  | Ouro | Prata | Bronze |
| ----------------------- | --- | --- | --- |
| Equipes mistas detalhes | Europa 1 Yana Egoryan RUS Rússia Marco Fichera ITA Itália Camilla Mancini ITA Itália Leonardo Affede ITA Itália Alberta Santuccio ITA Itália Edoardo Luperi ITA Itália | Europa 2 Anja Musch GER Alemanha Nikolaus Bodoczi GER Alemanha Victoria Alekseeva RUS Rússia Richard Hubers GER Alemanha Martyna Swatowska POL Polônia Tevfik Burak Babaoglu TUR Turquia | Américas 1 Celina Merza USA Estados Unidos Alexandre Lyssov CAN Canadá Allana Goldie CAN Canadá Will Spear USA Estados Unidos Katharine Holmes USA Estados Unidos Alexander Massilas USA Estados Unidos |

## Hipismo
| Evento                     | Ouro | Prata | Bronze |
| -------------------------- | --- | --- | --- |
| Saltos por equipe detalhes | Europa Martin Fuchs SUI Suíça Wojciech Dahlke POL Polônia Valentina Isoardi ITA Itália Carian Scudamore GBR Grã-Bretanha Nicola Philippaerts BEL Bélgica | Australásia Zin Man Lai HKG Hong Kong Jake Lambert NZL Nova Zelândia Zhengyang Xu CHN China Sultan Al Tooqi OMA Omã Thomas McDermott AUS Austrália | África Yara Hanssen ZIM Zimbabwe Zakaria Hamici ALG Argélia Abduladim Mlitan ALG Argélia Mohamed Abdalla EGY Egito Samantha McIntosh RSA África do Sul |

## Judô
| Evento                  | Ouro | Prata | Bronze |
| ----------------------- | --- | --- | --- |
| Equipes mistas detalhes | Essen Alex Garcia Mendoza CUB Cuba Lesly Cano PER Peru Kairat Agibayev KAZ Cazaquistão Andrea Krisandova SVK Eslováquia Miku Tashiro JPN Japão Pedro Rivadulla ESP Espanha Daryl Lokuku Ngambomo COD República Democrática do Congo | Belgrado Haley Baxter NZL Nova Zelândia Marius Piepke GER Alemanha Jennet Geldybayeva TKM Turcomenistão Dulguun Otgonbayar MGL Mongólia Anna Dmitrieva RUS Rússia Jeremy Saywell MLT Malta Lola Mansour GER Alemanha Babacar Cisse SEN Senegal | Tóquio Gaelle Nemorin MRI Maurício Batuhan Efemgil TUR Turquia Seul Bi Bae KOR Coreia do Sul Fabio Basile ITA Itália Kevin Fernandez HON Honduras Rotem Shor ISR Israel Kseniya Darchuk UKR Ucrânia Patrik Ferreira Martins AND Andorra           |
| Equipes mistas detalhes | Essen Alex Garcia Mendoza CUB Cuba Lesly Cano PER Peru Kairat Agibayev KAZ Cazaquistão Andrea Krisandova SVK Eslováquia Miku Tashiro JPN Japão Pedro Rivadulla ESP Espanha Daryl Lokuku Ngambomo COD República Democrática do Congo | Belgrado Haley Baxter NZL Nova Zelândia Marius Piepke GER Alemanha Jennet Geldybayeva TKM Turcomenistão Dulguun Otgonbayar MGL Mongólia Anna Dmitrieva RUS Rússia Jeremy Saywell MLT Malta Lola Mansour GER Alemanha Babacar Cisse SEN Senegal | Cairo Christine Huck AUT Áustria Eldin Omerovic BIH Bósnia e Herzegovina Neha Thakur IND Índia Andrea Guillen CRC Costa Rica Mansurkhuja Muminkhujaev UZB Uzbequistão Barbara Matic CRO Croácia Pedro Pineda VEN Venezuela Ioan Visan ROU Romênia |

## Pentatlo moderno
| Evento                     | Ouro                                                 | Prata                                                | Bronze                                                           |
| -------------------------- | ---------------------------------------------------- | ---------------------------------------------------- | ---------------------------------------------------------------- |
| Revezamento misto detalhes | Anastasiya Spas UKR Ucrânia Ilya Shugarov RUS Rússia | Zhu Wenjing CHN China Kim Dae-Beom KOR Coreia do Sul | Gulnaz Gubaydullina RUS Rússia Lukas Kontrimavicius LTU Lituânia |

## Tênis
| Evento                     | Ouro                                                      | Prata                                       | Bronze                                                  |
| -------------------------- | --------------------------------------------------------- | ------------------------------------------- | ------------------------------------------------------- |
| Duplas masculinas detalhes | Oliver Golding GBR Grã-Bretanha e Jiri Vesely CZE Chéquia | Conquistada por uma dupla da RUS Rússia     | Conquistada por uma dupla da SVK Eslováquia             |
| Duplas femininas detalhes  | Conquistada por uma dupla da CHN China                    | Conquistada por uma dupla da SVK Eslováquia | Tímea Babos HUN Hungria e An-Sophie Mestach BEL Bélgica |

## Tênis de mesa
| Evento                  | Ouro                                   | Prata                                          | Bronze                                      |
| ----------------------- | -------------------------------------- | ---------------------------------------------- | ------------------------------------------- |
| Equipes mistas detalhes | Conquistada por uma dupla do JPN Japão | Conquistada por uma dupla da KOR Coreia do Sul | Gu Yuting CHN China e Adem Hmam TUN Tunísia |

## Tiro com arco
| Evento                  | Ouro                                                      | Prata                                                    | Bronze                                                       |
| ----------------------- | --------------------------------------------------------- | -------------------------------------------------------- | ------------------------------------------------------------ |
| Equipes mistas detalhes | Gloria Filippi ITA Itália Anton Karoukin BLR Bielorrússia | Zoi Paraskevopoulou GRE Grécia Gregor Rajh SLO Eslovênia | Begunhan Unsal TUR Turquia Abdud Dayyan Jaffar SIN Singapura |

## Triatlo
| Evento               | Ouro | Prata | Bronze |
| -------------------- | --- | --- | --- |
| Revezamento detalhes | Europa 1 Eszter Dudás HUN Hungria Miguel Valente Fernandes POR Portugal Fanny Beisaron ISR Israel Alois Knabl AUT Áustria | Oceania 1 Ellie Salthouse AUS Austrália Michael Gosman AUS Austrália Maddie Dillon NZL Nova Zelândia Aaron Barclay NZL Nova Zelândia | Américas 1 Kelly Whitley USA Estados Unidos Kevin McDowell USA Estados Unidos Adriana Barraza MEX México Lautaro Diaz ARG Argentina |